# Ayumu Ōhata
Ayumu Ōhata (jap. 大畑 歩夢, Ōhata Ayumu; * 27. April 2001 in Kitakyūshū, Präfektur Fukuoka) ist ein japanischer Fußballspieler.

## Karriere
Ayumu Ōhata erlernte das Fußballspielen in der Jugendmannschaft von Sagan Tosu. Hier unterschrieb er 2020 auch seinen ersten Vertrag. Der Verein aus Tosu spielte in der ersten Liga des Landes, der J1 League. Sein Erstligadebüt gab er am 8. August 2020 im Auswärtsspiel gegen die Kashima Antlers. Hier wurde er in der 77. Minute für Shinya Nakano eingewechselt. Für Sagan stand er 43-mal in der ersten Liga auf dem Spielfeld. Zu Beginn der Saison 2022 wechselte er zum Ligakonkurrenten Urawa Red Diamonds. Hier bestritt er 64 Ligaspiele. Im Januar 2025 zog es ihn nach Europa, wo er in Belgien einen Vertrag beim Erstligisten Oud-Heverlee Löwen unterschnrieb.